# Dansk Autogenbrug
Dansk Autogenbrug (akronym: DAG) er dansk brancheforening for omkring 60 autoophuggere over hele landet.
Foreningen blev stiftet i 1963, men har siden 1985 virket under navnet Dansk Autogenbrug.
Alle medlemmer er ISO 14001-miljøcertificerede eller ISO 9000-kvalitetscertificerede og registrerede hos Miljøstyrelsen som godkendte modtagere af udtjente biler til miljøbehandling.